# باجاينن
باجاینن (بالإنجليزية: Pajainen)‏ الرب الفنلندي الذي يظهر كجزار لثور كبير. ويعتقد أنه مرتبط ببایون Pajonn رب الرعد القديم عند شعب اللابيين الذي يحمل مثله مطرقة وفأسا.